# Iújnie Koriaki
Iújnie Koriaki (en rus: Южные Коряки) és un poble del krai de Kamtxatka, a Rússia, que el 2020 tenia 432 habitants. Pertany al districte de Iélizovo.